# اليوم العالمي للغة الفرنسية
اليوم العالمي للغة الفرنسِيَّة هو يوم عالمي؛ يتمّ بهذه المناسبة الاحتفاء باللغة الفرنسية في 20 آذار / مارس من كل عام.

## معلُومات أَساسِيَّة
في إطار جهود الأمم المتحدة لتعدد اللغات والثقافات، ولرفع مستوى الوعي التاريخي والثقافي وإنجازات كل لغة من اللغات. وبناء على مبادرة اليونسكو، المنظمة العالمية للتربية والثقافة والعلوم، أعلن في 19 شباط / فبراير الاحتفال بكل لغة من اللغات الرسمية للأمم المتحدة، وتقرر	تكريم اللغة الفرنسية في 20 آذار / مارس، وتم اختيار هذا التاريخ تزامناً مع اليوم الدولي للفرنكوفونية، الذي يحيي ذكرى إتفاقية نيامي، الموقعة في 20 آذار / مارس 1970، تاريخ نشأة الفرانكوفونية.

## أُنظُر أَيضاً
- يوم عالمي
- لغة فرنسية
- اليوم العالمي للغة الأم
- اليوم العالمي للغة العربية
- لغات رسمية في الأمم المتحدة

## وصلات خارجية
- الموقع الرّسمي للمنظمة الدولية للفرنكوفونية.
- "اليوم العالمي للغة الفرنسية" صفحة الأمم المتحدة (باللغة الفرنسية).